# 부산가정법원
부산가정법원(釜山家庭法院)은 가사에 관한 사건과 소년에 관한 사건 등을 전문적으로 처리하기 위해 설치된 법원이다. 부산광역시, 울산광역시, 경상남도 양산시 전역을 관할한다.

## 연혁
- 2001년 3월 1일 부산지방법원 가정지원 개원
- 2011년 4월 11일 부산지방법원 가정지원이 부산가정법원으로 승격되어 설치

## 조직
- 재판부 - 항소부, 항고부, 합의부, 가사소송단독, 가사신청단독, 가사비송단독, 소년단독, 가정보호단독, 가족관계등록비송단독, 가사조정단독, 가사조정위원회
- 사무국 - 총무과, 가사과, 조사관실

## 역대 법원장
| 순번 | 이름   | 재임기간                     | 주요 경력                            |
| ---- | ------ | ---------------------------- | ------------------------------------ |
| 1대  | 박흥대 | 2011년 2월 ~ 2013년 2월      | 부산고등법원장 임명                  |
| 2대  |        |                              |                                      |
| 3대  | 최인석 | 2014년 2월 ~ 2016년 2월      |                                      |
| 4대  | 문형배 | 2016년 2월 ~ 2018년 2월      |                                      |
| 5대  | 구남수 | 2018년 2월 13일 ~            |                                      |
| 6대  | 이일주 | 2019년 2월 14일 ~ 2021년 2월 | 관행을 깨고 지방법원 부장판사급 임명 |
| 7대  | 전상훈 | 2021년 2월 ~ 2023년 2월      |                                      |
| 8대  | 박치봉 | 2023년 2월 ~ 2025년 2월      |                                      |
| 9대  | 박양준 | 2025년 2월 ~                 |                                      |

## 같이 보기
- 대법원
- 대한민국 가정법원